# Église Saint-Blaise de Chareil
L'église Saint-Blaise est une église romane du XIe siècle, située à proximité immédiate à du château de Chareil-Cintrat, dans la commune éponyme dans le département français de l'Allier.

## Description
C'est une église de petite taille composée d'une nef centrale aveugle de trois travées bordées de bas-côtés et s'ouvrant, à l'ouest par un porche avec caquetoire. Le chœur, l'absidiole sud et le clocher à base carrée qui le surmontait ont été détruits. L'absidiole nord existe toujours ainsi que la chapelle seigneuriale, ajoutée côté sud.
Les bas-côtés présentent des voutes en quart de cercle très massives avec des baies étroites laissant penser que l'église date du début du XIe siècle. Le caquetoire a lui été rajouté à la fin du XVe siècle ou au début du XVIe siècle offrant un abri et un espace de rencontre aux fidèles lors des entrées et sorties des offices religieux.

## Localisation
L'église est située dans le bas Chareil, à proximité immédiate du château de Chareil-Cintrat. La commune de Chareil-Cintrat dans le centre du département français de l'Allier est issue de la réunion de deux paroisses qui avaient chacune leur église. Si la commune s'étend désormais principalement sur le plateau qui domine l'église et le château, l'occupation primitive s'est faite à cet endroit abrité, non loin de la rivière Bouble et disposant d'une source abondante tout le long de l'année.

## Historique
Une campagne de fouilles menée en 2001 ont montré une occupation du site datant de l'époque gallo-romaine, probablement lié à la présence de la source. Un lieu de culte chrétien devait exister dès l'époque mérovingienne avec des habitations construites autour, dont sur l'emplacement actuel du château. L'église a été construite au début du XIe siècle. Son abandon et sa destruction partielle datent du milieu du XIXe siècle et sont significatives de l'évolution démographique de certaines communes du Bourbonnais à cette époque. Des tombes recouvertes d'une pierre tombale de trois curés de Chareil (Antoine, Pierre et Claude Tixeron, morts à la fin du XV et au début du XVI) se trouvaient dans ce chœur. Elles ont été transportées dans le nouveau sanctuaire construit sur le plateau voisin en 1883. 
Contrairement à d'autres églises de la même époque, la partie restante n'a subi aucune modification au XIXe siècle. On y retrouve ainsi les enduits intérieurs d'époque. 
L'édifice est classé au titre des monuments historiques en 1981.